# Браднелл-Брюс, Джордж, 6-й маркиз Эйлсбери
Джордж Уильям Джеймс Чандос Браднелл-Брюс, 6-й маркиз Эйлсбери (англ. George William James Chandos Brudenell-Bruce, 6th Marquess of Ailesbury; 21 мая 1873 — 4 августа 1961) — британский аристократ и военный, титуловавшийся граф Кардиган с 1894 по 1911 год. Согласно его рукописным мемуарам, доступным в Историческом центре Уилтшира и Суиндона, он был известен под именем Чандос.

## История и образование
Родился 21 мая 1873 года. Единственный сын Генри Браднелла-Брюса, 5-го маркиза Эйлсбери (1842—1911), и Джорджианы Софии Марии Пинкни (? — 1902). Он получил образование в Вестминстерской школе.
10 марта 1911 года после смерти отца он унаследовал титулы 6-го маркиза Эйлсбери, 7-го графа Эйлсбери, 12-го графа Кардигана, 8-го барона Брюса из Тоттенхэма, 6-го графа Брюса из Уорлтона, 6-го виконта Савернейка, 12-го барона Браднелла из Стонтона и 12-го баронета Браднелла из Дина.

## Карьера
Лорд Эйлсбери служил в 3-м батальоне Аргайл-сатерлендского хайлендского полка, Королевском уилтширском йоменском полку, Мидлсекском йоменском полку и Уилтширском полку.
Лорд Кардиган был повышен до звания капитана 3 сентября 1898 года в качестве сверхштатного сотрудника в истеблишменте. Он сражался с Королевскими йоменами Уилтшира во Второй англо-бурской войне, за которую он был упомянут в депешах, Ему был пожалован Орден за выдающиеся заслуги в ноябре 1900 года. С 1914 года Джордж Браднелл-Брюс участвовал в Первой мировой войне, во время которой вновь упоминался в донесениях и был награжден Территориальной наградой.
Ему был пожалован Орден Святого Иоанна Иерусалимского. Он был назначен заместителем лейтенанта Уилтшира 19 июля 1920 года и был мировым судьей этого же графства.
Он был вовлечен в консервативную и правую политику и в течение 1920-х годов был членом реакционных британских фашистов.
По словам его сына Седрика, Джордж «Чандос» участвовал в процессе преобразования семейного поместья и окружающего его леса в склад боеприпасов и военную базу во время Второй мировой войны, что было идеальным местом, поскольку деревья обеспечивали укрытие от немецких самолетов-разведчиков.

## Семья
Маркиз Эйлсбери были трижды женат. 21 марта 1903 года его первой женой стала Кэролайн Сидни Энн Мэдден (? — 5 мая 1941), дочь Джона Мэддена (1836—1902) и леди Кэролайн Клементс (? — 1914). у них было трое детей:
- Седрик Браднелл-Брюс, 7-й маркиз Эйлсбери (26 января 1904 — 15 июля 1974)
- Леди Урсула Дафна Браднелл-Брюс (21 октября 1905—1991), которая в 1944 году вышла замуж за Альфреда Томаса Тейлора, от брака с которым у неё было двое сыновей
- Леди Розмари Энид Браднелл-Брюс (9 февраля 1907—1985).

21 февраля 1945 года он женился вторым браком на Мейбл Ирен Линдсей (? — 26 июня 1954), дочери Джона Сэмюэля Линдсея. Наконец, 9 июля 1955 года, он женился в третий раз на Элис Мод Эмили Пинхи (? — 9 февраля 1960), дочери капитана Джона Форбса Пинхи. Два последних брака были бездетными.